# Lijst van burgemeesters van Erp
Dit is een lijst van burgemeesters van de voormalige Nederlandse gemeente Erp tot die gemeente op 1 januari 1994 opging in de gemeente Veghel.
| Ambtsperiode | Naam burgemeester                                            | Partij of stroming | Bijzonderheden                                                                     |
| ------------ | ------------------------------------------------------------ | ------------------ | ---------------------------------------------------------------------------------- |
| 1810 - 1813  | A. van Velzen                                                |                    | maire                                                                              |
| 1813 - 1827  | A. van de Biggelaar                                          |                    | eerst schout                                                                       |
| 1827 - 1836  | Johannes Hermanus van de Werk                                |                    |                                                                                    |
| 1836 - 1840  | J.H. Hoogaars                                                |                    |                                                                                    |
| 1840 - 1862  | W. van de Berg                                               |                    |                                                                                    |
| 1862 - 1881  | jhr. Victor (V.F.A.H.) de Kuijper                            |                    | tevens burgemeester van Veghel (1858-1906)                                         |
| 1881 - 1893  | M.J.M. de Bruijn                                             |                    |                                                                                    |
| 1893 - 1914  | A.B.H. Otten                                                 |                    |                                                                                    |
| 1914 - 1932  | J.A. van Mil                                                 |                    |                                                                                    |
| 1932 - 1936  | Matheas (M.A.) Eliëns                                        |                    | later burgemeester van Veghel                                                      |
| 1936 - 1944  | Herman (H.) Verheijen                                        |                    |                                                                                    |
| 1943         | P.J. Wijnhoven                                               |                    | waarnemend (tevens waarnemend burgemeester Veghel), later burgemeester van Diessen |
| 1946 - 1959  | Ernest (E.C.A.) baron van Hövell tot Westervlier en Wezeveld |                    | later burgemeester van Helvoirt                                                    |
| 1960 - 1968  | Henri (H.K.J.M.) Cappetti                                    |                    | later burgemeester van Oirschot                                                    |
| 1968 - 1984  | Bob (R.Q.M.) Smits van Oyen                                  | KVP / CDA          | later burgemeester van Sint-Michielsgestel                                         |
| 1984         | Pierre (P.I.A.) Elemans                                      |                    | overleed anderhalve week na benoeming                                              |
| 1985 - 1994  | Tiny (M.W.M.) Kooijmans                                      | CDA                | later burgemeester van Landerd                                                     |